# جاكوب فيليب فالميراير
جاكوب فيليب فالميراير (10 ديسمبر 1790 - 26 أبريل 1861) كان مسافرًا وصحفيًا وسياسيًا ومؤرخًا تيروليًا ألمانيًا. اشتهر بشكلٍ خاص بنظريته المثيرة للجدل حول انقطاع الصلة بين الأصول العرقية للإغريق، بالإضافة إلى كتاباته المتعلقة برحلاته.

## سيرته

### تعليمه
ولد فالميراير السابع من بين عشرة أطفال في باردورف (بالإيطالية: بارارا)، وهي قرية تقع في تشوتش (بالإيطالية: ستشيتسي) بالقرب من بريكسن في تيرول. وقت ولادته، كانت المنطقة جزءًا من الإمبراطورية الهابسبورغية، ثم أصبحت جزءًا من بافاريا في عام 1805، وفي يومنا هذا تنتمي إلى إيطاليا. كان والده مزارعًا صغيرًا. ابتداءً من عمر السبع سنوات، التحق فالميراير بالمدرسة المحلية في تشوتش وعمل راعي غنم.
في عام 1801، انتقلت العائلة إلى بريكسن، حيث عمل والد فالميراير عاملًا مياومًا. قُبل فالميراير في المدرسة الشعبية، حيث لفت انتباه الكهنة بمواهبه. في عام 1803، انضم إلى المدرسة الكاتدرائية كطالب دراسات ثانوية، حيث تخرج في عام 1809 بشهادة في الميتافيزيقا والرياضيات وفلسفة الدين. (تحمل المدرسة اليوم اسم فالميراير). ثم غادر تيرول، التي خاضت في ذلك الوقت نضالًا من أجل الحرية ضد بافاريا، وتوجه إلى سالزبورغ.
في سالزبورغ، وجد فالميراير عملًا كمدرس خصوصي، والتحق بمدرسة بنديكتين، حيث درس علم اللغات الكلاسيكية والحديثة والشرقية، والأدب، والتاريخ، والفلسفة. بعد سنة من الدراسة، حاول أن يضمن لنفسه السكينة والهدوء الضروري لحياة الطالب من خلال الانضمام إلى دير كريمسمونستر، ولكن صعوبات واجهته من قِبل المسؤولين البافاريين حالت دون تحقيق هذه النية.
في جامعة لاندشوت (اليوم جامعة لودفيغ ماكسيميليان في ميونخ)، التي انتقل إليها في عام 1812، بدأ بدراسة القانون، ولكن سرعان ما ركز اهتمامًا حصريًا على التاريخ وعلم اللغات الكلاسيكية والشرقية. توفرت له احتياجاته الفورية من خلال منحة من التاج البافاري.

### بداية مسيرته
خريف عام 1813، في خضم حروب نابليون، قرر فالميراير السعي للحصول سمعة من خلال الخدمة العسكرية وانضم إلى الجيش البافاري ضابطًا فرعيًا. شارك في المعركة بتميز في هاناو في 30 أكتوبر 1813 وخدم طوال الحملة في فرنسا. بقي في جيش الاحتلال على ضفاف نهر الراين حتى معركة واترلو، عندما قضى ستة أشهر في أورليان كمساعد للجنرال فون شبريتي. بعد عامين من الحياة في الثكنات في لينداو على بحيرة كونستانس، أدرك أن رغبته في المجد العسكري لا يمكن أن تحقق، وبدأ بدلًا من ذلك في دراسة اليونانية الحديثة والفارسية والتركية.
في عام 1818، قدم فالميراير استقالته من الجيش وعيّن مدرسًا للغة اللاتينية واليونانية في المدرسة الثانوية في أوغسبورغ، حيث كان من بين طلابه الشاب نابليون الثالث. في أوغسبورغ، بدأت ميوله الليبرالية والمعادية للكنيسة، التي بدأت تتطور بالفعل خلال فترة دراسته الجامعية، في التعبير عن نفسها في مواجهة التيار المتزايد للألترامونتانية في دولة بافاريا.
في عام 1821، قبل فالميراير وظيفة أخرى في المدرسة الإعدادية (بروغيمنازيوم) في لاندشوت، حيث استمر في تدريس اللغات الكلاسيكية، بالإضافة إلى الدين واللغة الألمانية والتاريخ والجغرافيا. في ذلك الوقت، كانت لاندشوت مدينة جامعية كبيرة، واستغل فالميراير الموارد المتاحة فيها للاستمرار في دراسة التاريخ واللغات.
في فبراير 1823، علم فالميراير بجائزة قدمتها الأكاديمية الملكية الدنماركية للعلوم والآداب لتشجيع البحث في تاريخ إمبراطورية طرابزون. كانت هذه المملكة من العصور الوسطى، الموجودة على الساحل الجنوبي للبحر الأسود، معروفة في ذلك الوقت فقط من خلال مراجع متفرقة في كتب التاريخ البيزنطية والتركية. بدأ فالميراير في جمع مصادر إضافية بلغات مختلفة، بما فيها العربية والفارسية، من المكتبات في أنحاء أوروبا، وتبادل المراسلات مع عدد من العلماء، بمن فيهم سيلفستر دي ساسي وكارل بينديكت هازي. في ديسمبر من نفس العام، قدم فالميراير المخطوطة الناتجة عن هذا العمل إلى الأكاديمية الدنماركية، وفي عام 1824 تم منحه جائزة البحث. مع ذلك، لم يتم نشر دراسة فالميراير «تاريخ إمبراطورية ترابزون» حتى عام 1827.
حاول فالميراير تحويل نجاحه إلى تقدم مهني في نظام التعليم البافاري. في خريف عام 1824، عيّن أستاذًا في مدرسة ثانوية في لاندشوت. في سلسلة من الرسائل إلى ملوك بافاريا، أولًا إلى ماكسيميليان الأول ثم بعد وفاته إلى لودفيغ الأول، طلب فالميراير مزيدًا من التمويل لأبحاثه ومنصب أستاذ في جامعة لاندشوت. إلا أن هذه الطلبات قوبلت بالرفض، ربما بسبب آراء فالميراير السياسية الليبرالية.
في عام 1826، انتقلت جامعة لاندشوت إلى ميونخ، عاصمة دولة بافاريا، بينما انتقل معهد ميونخ إلى لاندشوت. عين فالميراير أستاذًا للتاريخ في الأخيرة. خلال العام الدراسي 1826-1827، قدم محاضرة حول التاريخ العالمي. اتسمت محاضرته الافتتاحية، مرة أخرى، بمعارضته للكنيسة ومواقفه السياسية الليبرالية الإصلاحية. عاد إلى هذه المواضيع في محاضرته النهائية، حيث قدم رؤية لأوروبا الموحدة تحت «حكم الفضائل العامة والقوانين». بدأت هذه المحاضرات، جنبًا إلى جنب مع محاضراته «غير الوطنية» عن تاريخ بافاريا، تجلب الانتقادات من العناصر الأكثر تحفظًا في النخبة الأكاديمية.
في عام 1827، نشر أخيرًا كتاب «تاريخ إمبراطورية طرابزون»، ولقي استحسانًا عالميًا من المراجعين للكتاب، بمن فيهم بارثولد جورج نيبور وكارل هازي. مع ذلك، كانت ردود فعل السلطة البافارية أقل حماسة، جزئيًا بسبب مقدمة الكتاب. فيها، ذكر فالميراير أن تحقيق السلطة الدنيوية للكهنة يؤدي إلى «أعمق تخريب للجنس البشري» حسب «قانون الطبيعة».

### النظرية الإغريقية
بعد نشر دراسة طرابزون، ضخَّ فالميراير نشاطاته العلمية في اتجاه آخر لمنطقة يونانية أخرى في فترة العصور الوسطى المتأخرة، وهي موريا. عمل على تطوير نظريته التي تفيد بأن السكان القدماء «اليونانيين» في جنوب شبه الجزيرة البلقانية استُبدلوا خلال فترة الهجرة بشعوب آرفانيتية وأرومانية وسلافية وتركية، وهي نظرية روّج لها بحماسة.

ظهر الجزء الأول من كتاب فالميراير «تاريخ شبه جزيرة موريا خلال العصور الوسطى» في عام 1830، وعبر في مقدمته عن نظريته المركزية قائلًا:
انقرضت سلالة الإغريق في أوروبا. الجمال الجسدي، والبراعة الفكرية، والانسجام والبساطة الفطرية، والفن، والمنافسة، والمدينة، والقرية، ورونق الأعمدة والمعابد - وبالفعل، حتى الاسم زال من سطح القارة اليونانية ... لا يسير في أوردة السكان المسيحيين في اليونان المعاصرة أدنى قطرة من الدم اليوناني النقي
فسّر فالميراير هذه الظاهرة على أنها دلالة على قدرة الأمم «السلافية» على التغلب على الأمم «اللاتينية» و«الألمانية»، وهو مجرى فكري طوّره في كتاباته السياسية لاحقًا. أوضح أيضًا أن القوى الكبرى التي دعمت حرب الاستقلال اليونانية، والتي قادتها الأرفانيين والأرومانيين، حكمتها «سُكرة تقليدية» لتقدير حقيقة الدولة اليونانية الحديثة.
أثار كتاب «تاريخ شبه جزيرة مريا» جدلًا بين فالميراير والفيلهيلين الأوروبيين عمومًا، وبين ملك بافاريا لودفيغ الأول على وجه الخصوص، وهو فيلهيلي بدأ في عام 1829 بتقديم مرشحية ابنه أوتو لعرش اليونان (أصبح أوتو ملك اليونان في عام 1832). تشير فلهيلينية لودفيغ إلى أن الانتفاضة اليونانية ضد الحكم العثماني تمثل عودة للفضائل اليونانية القديمة. أدى غضب لودفيغ من فالميراير إلى تأخير طويل في تأكيد انتخاب فالميراير في أكاديمية بافاريا للعلوم والعلوم الإنسانية.